# Tbiliszi tér
Vagon tér est une place de Budapest, située dans le quartier de Százados (8e arrondissement).
Nouveau nom depuis le 27 février 2013 : Tbiliszi tér (Tbiliszi = Tbilissi).